# 晁逈
晁逈（951年—1034年），字明遠，世爲澶州清豐（今屬河南）人，北宋文學家、藏書家、官員。

## 生平
其父遷居彭門（今四川彭縣）。曾訪高士劉惟一，論生滅之事，曰：“人常不死”“形死性不滅”。太宗太平興國五年（980年）進士。真宗即位，擢右正言、直史館、知制誥。景德二年（1005年）拜翰林學士。仁宗朝官至禮部尚書，以太子少傅致仕。能詩，多仿白居易之作。景祐元年（1034年）卒，諡文元。

## 著作
著有《翰林集》三十卷、《道院集》十五卷、《法藏碎金錄》十卷、《耆智全書》三卷、《昭德新編》三卷、《隨因記述》三卷。

## 延伸阅读
[在维基数据编辑]
 在维基文库阅读此作者作品
 《宋史·卷305》，出自脱脱《宋史》